# Salix glabra
Salix glabra — вид квіткових рослин із родини вербових (Salicaceae).

## Морфологічна характеристика
Це кущ заввишки до 1.5 метра. Подібний до S. hastata, але також наймолодші гілочки повністю голі, усі листки голі з обох боків, темно-зелені та блискучі зверху, з синьо-зеленим восковим нальотом знизу, приквітки голі або лише рідко запушені. 2n=38, 76, 114.

## Середовище проживання
Австрія, Боснія і Герцеговина, Хорватія, Німеччина, Італія, Словенія, Швейцарія. Росте на вапняку в горах у прохолодних вологих лісах; на висотах 200–2400 метрів.

## Загрози
Загрози для цього виду невідомі.

## Використання
Немає відомих способів використання цього виду.

## Галерея

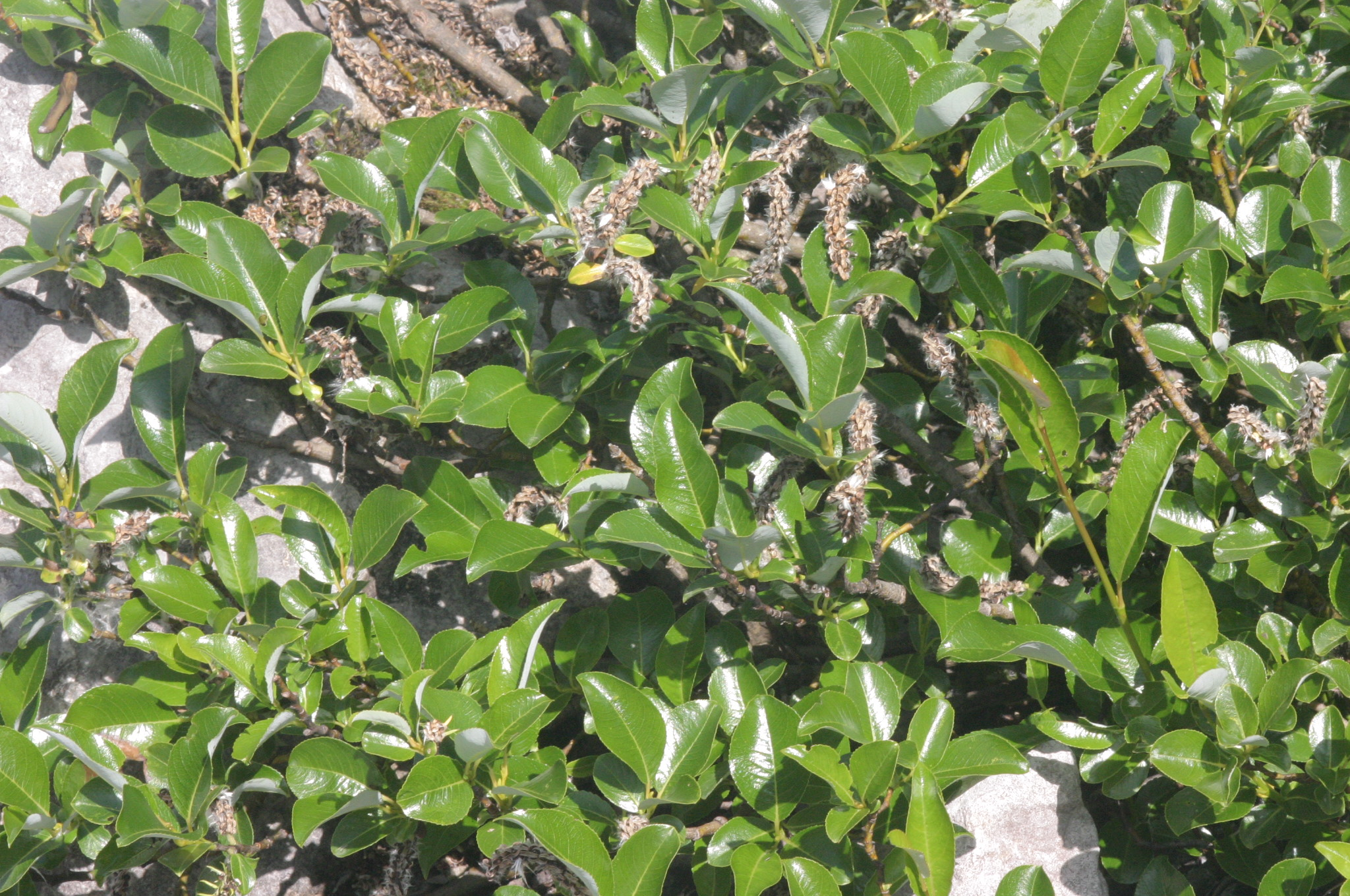
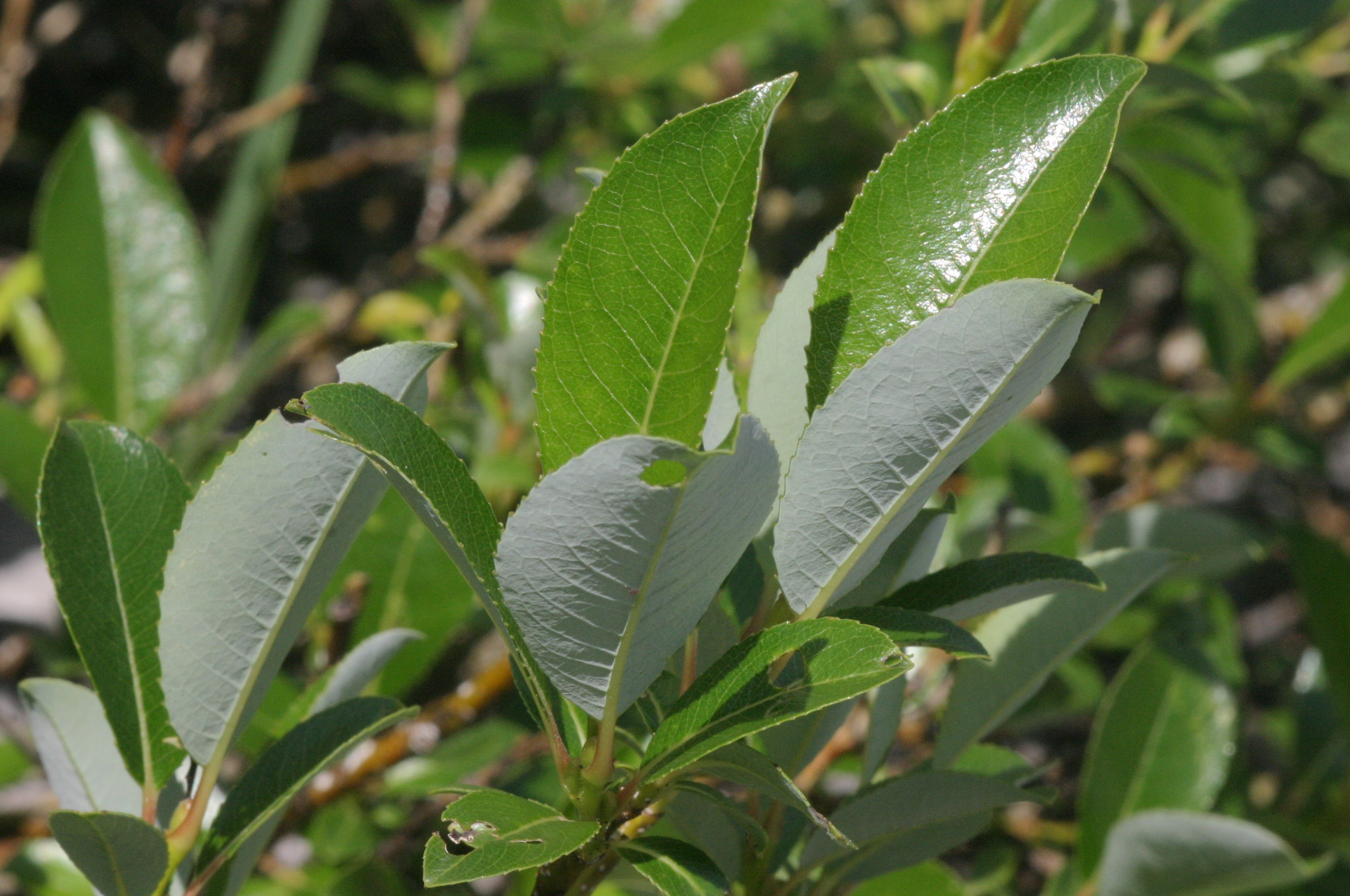
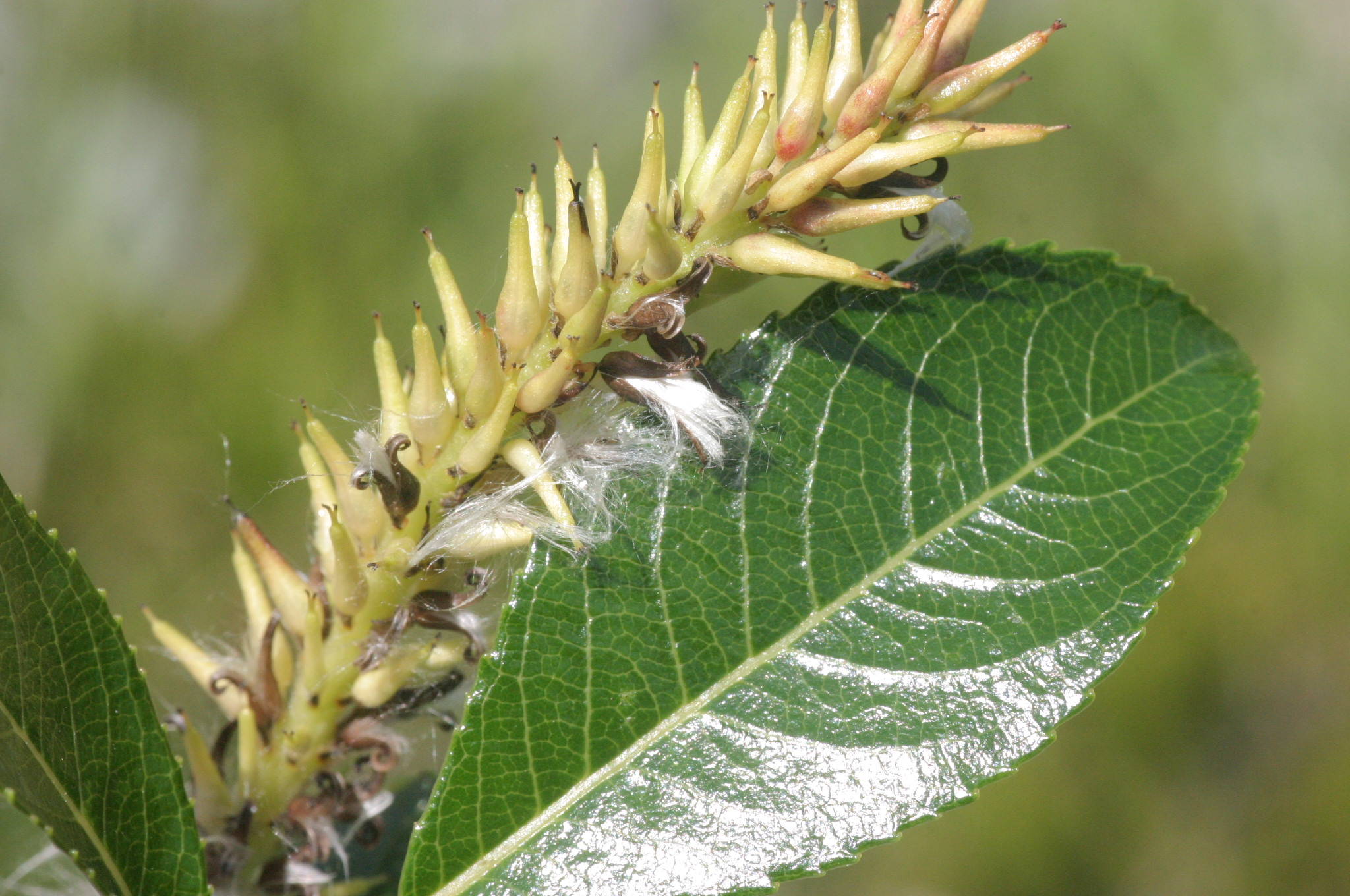
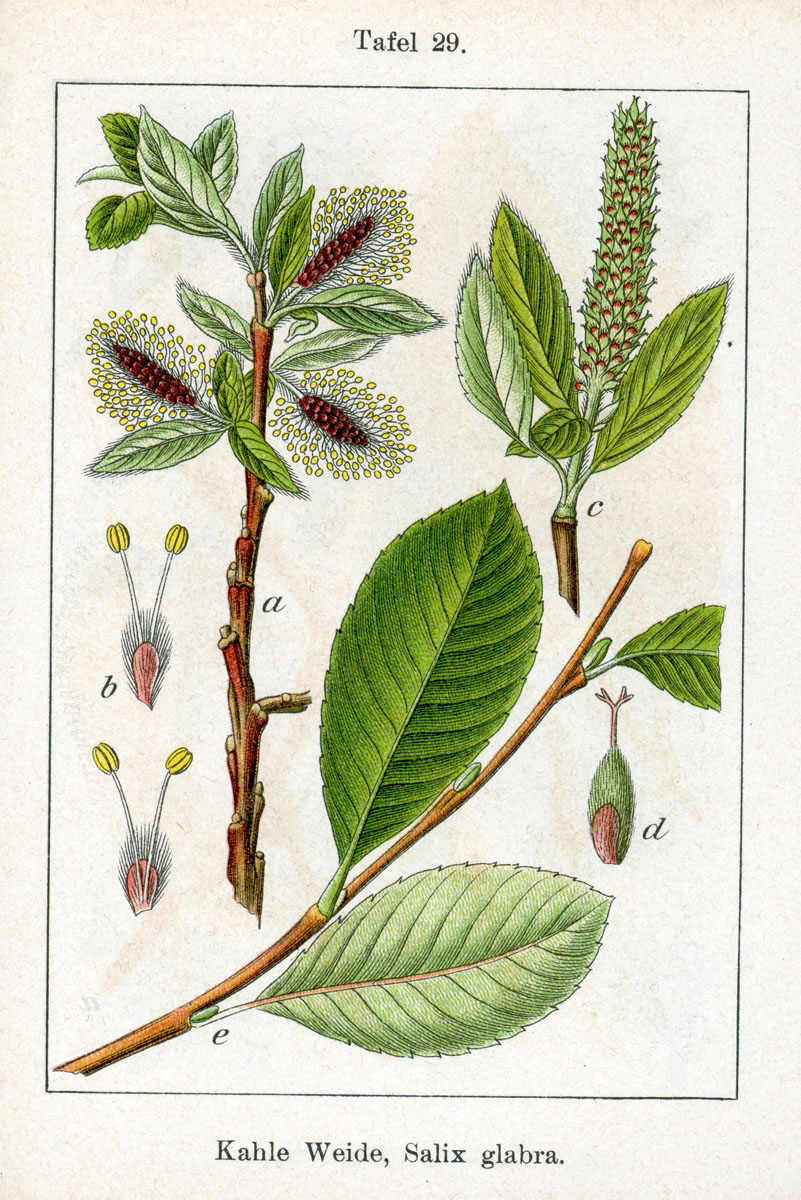